# Oparanthus
Oparanthus là một chi thực vật có hoa trong họ Cúc (Asteraceae).

## Loài
Chi Oparanthus gồm các loài: